# Lado Klinc
Lado Klinc (partizansko ime Anton Ladislav Klinc) slovenski partizan, politik in posestnik, * 22. junij 1907 Gorenje Polje, pri Dolenjskih Toplicah, † 13. januar 2007,  Novo mesto. 
Bil je sin Antona Klinca, župana in poslanca v parlamentu Kraljevine Jugoslavije in gostilničarke Marije Klinc, rojene Šušteršič.  
Bil aktiven udeleženec narodnoosvobodilnega boja od 1941, kot borec in aktivist. Udeleženec Kočevskega zbora, Zbora odposlancev slovenskega naroda v Kočevju 1. - 3.10.1943, kot odposlanec artilerijskega diviziona 14. divizije. Pred vojno je bil aktiven kot občinski odbornik v občini Dolenjske Toplice, politično aktiven je bil tudi po vojni, po nacionalizaciji večjega dela posestva pa se je umaknil iz družbenopolitičnih aktivnosti. Bil je rezervni vojaški starešina, odličen strelec. Zaradi poškodbe hrbtenice v NOB je bil vojaški vojni invalid. Anton Ladislav Klinc je bil kmet, posestnik, na svoji kmetiji na Gorenjem Polju, nekaj let pa je bil tudi zaposlen kot ekonom v Zdravilišču Dolenjske Toplice (danes Terme Krka). Poročen je bil z Milico Globevnik, aktivistko NOB, (rojena 27.2.1910, umrla 31.12.1993) iz Novega mesta, hčerko odvetnika dr. Josipa Globevnika in Emilije Globevnik - rojene Seidl - sestre prof. Ferdinanda Seidla po katerem se imenuje Seidlova cesta v Novem mestu. Anton Ladislav Klinc je s svojo soprogo  od leta 1939 živel v domači hiši na Gorenjem Polju, rodili so se jima štirje otroci: Jožek, Milica, Marjanca in Marko. 